# Козицє (Слатина)
Козицє (хорв. Kozice) — населений пункт у Хорватії, у Вировитицько-Подравській жупанії у складі міста Слатина.

## Населення
Населення за даними перепису 2011 року становило 511 осіб.
Динаміка чисельності населення поселення:

## Клімат
Середня річна температура становить 11,22 °C, середня максимальна – 25,16 °C, а середня мінімальна – -5,15 °C. Середня річна кількість опадів – 751 мм.
| Клімат поселення                              | Клімат поселення | Клімат поселення | Клімат поселення | Клімат поселення | Клімат поселення | Клімат поселення | Клімат поселення | Клімат поселення | Клімат поселення | Клімат поселення | Клімат поселення | Клімат поселення | Клімат поселення |
| Показник                                      | Січ.             | Лют.             | Бер.             | Квіт.            | Трав.            | Черв.            | Лип.             | Серп.            | Вер.             | Жовт.            | Лист.            | Груд.            |                  |
| Середній максимум, °C                         | 6,35             | 8,02             | 12,56            | 16,96            | 22,17            | 25,16            | 24,83            | 24,28            | 20,04            | 14,86            | 9,25             | 5,01             |                  |
| Середня температура, °C                       | 0,59             | 2,27             | 6,81             | 11,21            | 16,42            | 19,41            | 21,43            | 20,88            | 16,65            | 11,44            | 5,82             | 1,60             |                  |
| Середній мінімум, °C                          | −5,15            | −3,48            | 1,07             | 5,47             | 10,68            | 13,66            | 18,04            | 17,48            | 13,25            | 8,06             | 2,44             | −1,78            |                  |
| Норма опадів, мм                              | 45               | 41               | 46               | 59               | 72               | 92               | 70               | 72               | 60               | 64               | 73               | 57               |                  |
| Середньомісячна швидкість вітру, м/с          | 2.20             | 2.43             | 2.73             | 2.63             | 2.35             | 2.20             | 2.10             | 1.90             | 1.94             | 2.00             | 2.14             | 2.23             |                  |
| Середньомісячна сонячна радіація, кДж/м²·день | 4136             | 6883             | 10791            | 15257            | 19325            | 21413            | 22174            | 19884            | 14734            | 9076             | 4701             | 3478             |                  |
| --------------------------------------------- | ---------------- | ---------------- | ---------------- | ---------------- | ---------------- | ---------------- | ---------------- | ---------------- | ---------------- | ---------------- | ---------------- | ---------------- | ---------------- |
| Джерело:                                      |                  |                  |                  |                  |                  |                  |                  |                  |                  |                  |                  |                  |                  |